# Маршалловы Острова на летних Олимпийских играх 2008
Спортсмены Маршалловых Островов впервые приняли участие в Олимпийских играх.
Страну на Играх представляли 3 мужчины и 2 женщины, которые принимали участие в соревнованиях по лёгкой атлетике, плаванию и тхэквондо. Медалей ими завоёвано не было.

## Лёгкая атлетика
Спортсменов - 2
Мужчины
| Спортсмен   | Вид        | Забег     | Забег | Четвертьфинал | Четвертьфинал | Полуфинал | Полуфинал | Финал     | Финал     |
| Спортсмен   | Вид        | Результат | Место | Результат     | Место         | Результат | Место     | Результат | Место     |
| ----------- | ---------- | --------- | ----- | ------------- | ------------- | --------- | --------- | --------- | --------- |
| Роман Кресс | 100 метров | 11,18     | 72    | Не прошёл     | Не прошёл     | Не прошёл | Не прошёл | Не прошёл | Не прошёл |

Женщины
| Спортсмен   | Вид        | Забег     | Забег | Полуфинал | Полуфинал | Финал     | Финал     |
| Спортсмен   | Вид        | Результат | Место | Результат | Место     | Результат | Место     |
| ----------- | ---------- | --------- | ----- | --------- | --------- | --------- | --------- |
| Хэйли Немра | 800 метров | 2.18,83   | 37    | Не прошла | Не прошла | Не прошла | Не прошла |

## Плавание
Спортсменов - 2
Мужчины
| Спортсмен    | Вид           | Заплыв | Заплыв | Полуфинал | Полуфинал | Финал     | Финал     |
| Спортсмен    | Вид           | Время  | Место  | Время     | Место     | Время     | Место     |
| ------------ | ------------- | ------ | ------ | --------- | --------- | --------- | --------- |
| Джаред Хейне | 100м на спине | 58,86  | 43     | Не прошёл | Не прошёл | Не прошёл | Не прошёл |

Женщины
| Спортсмен         | Вид               | Заплыв | Заплыв | Полуфинал | Полуфинал | Финал     | Финал     |
| Спортсмен         | Вид               | Время  | Место  | Время     | Место     | Время     | Место     |
| ----------------- | ----------------- | ------ | ------ | --------- | --------- | --------- | --------- |
| Джулианна Кирхнер | 50м вольный стиль | 30,42  | 75     | Не прошла | Не прошла | Не прошла | Не прошла |

## Тхэквондо
Спортсменов - 1
| Спортсмен    | Категория | 1/8                     | Четвертьфинал       | Полуфинал           | Доп. четвертьфинал  | Доп. полуфинал      | Финал               |
| Спортсмен    | Категория | Противник Результат     | Противник Результат | Противник Результат | Противник Результат | Противник Результат | Противник Результат |
| ------------ | --------- | ----------------------- | ------------------- | ------------------- | ------------------- | ------------------- | ------------------- |
| Анжу Джейсон | До 80 кг  | Аарон Кук (GBR) Пор 0-7 | Не прошёл           | Не прошёл           | Не прошёл           | Не прошёл           | Не прошёл           |